# Ptilinopus insularis
Ptilinopus insularis là một loài chim trong họ Columbidae.